# سن ایگناسیو، پرو
سن ایگناسیو (به اسپانیایی: San Ignacio de la Frontera) یک شهرک در پرو است که در استان سن ایگناسیو واقع شده‌است. سن ایگناسیو ۴٬۹۹۰ کیلومتر مربع مساحت و ۱۲۷٬۵۲۳ نفر جمعیت دارد و ۱٬۲۶۰ متر بالاتر از سطح دریا واقع شده‌است.